# Jahongir Ortiqhojaev
Jahongir Obidovich Artickhojayev (en uzbeko: Jahongir Obidovich Ortiqxoʻjayev; Taskent, 2 de enero de 1975) es un economista y político uzbeko. Actualmente se desempeña como Alcalde de Taskent, cargo que ocupa desde 21 de diciembre de 2018.

## Biografía
Jahongir Obidovich Artickhojayev nació el 2 de enero de 1975, en la ciudad de Taskent, RSS de Uzbekistán. Es de etnia uzbeka. En 1991 se matriculó en la Universidad Estatal de Economía de Tashkent, de donde se graduó como economista en 1996.
Entre 2011 y 2017 dirigió la empresa Artel Engineering. Mientras que en 2017 y 2018 se desempeñó como Director de la Empresa Unitaria del Estado para la Construcción y Operación de Instalaciones en el Centro de Negocios Internacionales de la Ciudad de Taskent, bajo el Gabinete de Ministros de la República de Uzbekistán. 
En 2015 fue galardonado con la Orden de la Amistad.

### Alcalde de Taskent
El 26 de abril de 2018, en la 35.ª Sesión Extraordinaria de diputados populares de la Ciudad de Tashkent, Ortiqhojaev, fue aprobado por unanimidad como Alcalde interino de Tashkent. Más tarde, el presidente de Uzbekistán, Shavkat Mirziyoyev, lo nombró oficialmente.